# Sometimes I Wish We Were an Eagle
Sometimes I Wish We Were an Eagle è il quattordicesimo album discografico in studio del cantautore statunitense Bill Callahan (il secondo con questo nome), pubblicato nel 2009.

## Tracce
1. Jim Cain – 4:39
2. Eid Ma Clack Shaw – 4:19
3. The Wind and the Dove – 4:34
4. Rococo Zephyr – 5:42
5. Too Many Birds – 5:27
6. My Friend – 5:12
7. All Thoughts Are Prey to Some Beast – 5:52
8. Invocation of Ratiocination – 2:41
9. Faith/Void – 9:44